# Campionats del món de ciclisme en ruta de 1978
Els Campionats del món de ciclisme en ruta de 1978 es disputaren del 23 al 27 d'agost de 1978 a Nürburgring, Alemanya.

## Resultats
| Proves :                            | Or                                                                                    | Or         | Argent                                                                                               | Argent   | Bronze                                                                        | Bronze   |
| Masculines                          |                                                                                       |            | |          |                                                                               |          |
| Cursa en línia masculina detalls    | Gerrie Knetemann · Països Baixos                                                      | 7h 32' 04" | Francesco Moser · Itàlia                                                                             | m. t.    | Jorgen Marcussen · Dinamarca                                                  | + 20"    |
| Cursa en línia masculina amateur    | Gilbert Glaus · Suïssa                                                                | 4h 41' 47" | Krzysztof Sujka · Polònia                                                                            | -        | Stefan Mutter · Suïssa                                                        | -        |
| Contrarellotge per equips masculins | Països Baixos · Guus Bierings · Bert Oosterbosch · Bart van Est · Jan van Houwelingen | 1h 59' 51" | Unió Soviètica · Aavo Pikkuus · Vladimir Kaminski · Alguimantus Goushavitchous · Vladimir Kouznetsov | + 1' 09" | Suïssa · Gilbert Glaus · Stefan Mutter · Richard Trinkler · Kurt Ehrensperger | + 1' 38" |
| Femenines                           |                                                                                       |            | |          |                                                                               |          |
| Cursa en línia femenina detalls     | Beate Habetz · RFA                                                                    | 1h 45' 02" | Keetie van Oosten-Hage · Països Baixos                                                               | m. t.    | Emmanuella Lorenzon · Itàlia                                                  | m. t.    |

## Medaller
| Posició | País           | Or | Plata | Bronze | Total |
| 1       | Països Baixos  | 2  | 1     | 0      | 3     |
| 2       | Suïssa         | 1  | 0     | 2      | 3     |
| 3       | RFA            | 1  | 0     | 0      | 1     |
| 4       | Itàlia         | 0  | 1     | 1      | 2     |
| 5       | Polònia        | 0  | 1     | 0      | 1     |
| 5       | Unió Soviètica | 0  | 1     | 0      | 1     |
| 6       | Dinamarca      | 0  | 0     | 1      | 1     |
| Total   | Total          | 4  | 4     | 4      | 12    |